# Kanton Amou
Der Kanton Amou war von 1790 bis 2015 ein französischer Wahlkreis im Arrondissement Dax im Département Landes in der Region Aquitanien.

## Geschichte
Der Kanton wurde am 4. März 1790 im Zuge der Einrichtung der Départements als Teil des damaligen „Distrikts Saint-Sever“ gegründet.
Mit der Gründung der Arrondissements am 17. Februar 1800 wurde der Kanton als Teil des damaligen Arrondissements Saint-Sever neu zugeschnitten.
Mit der Auflösung des Arrondissement Saint-Sever am 10. September 1926 wurde der Kanton im Arrondissement Dax integriert.

## Gemeinden
| Gemeinde            | Einwohner Jahr | Fläche km² | Bevölkerungsdichte | Code INSEE | Postleitzahl |
| ------------------- | -------------- | ---------- | ------------------ | ---------- | ------------ |
| Amou                | 1539 (2013)    | –          | – Einw./km²        | 40002      | 40330        |
| Argelos             | 179 (2013)     | –          | – Einw./km²        | 40007      | 40700        |
| Arsague             | 372 (2013)     | –          | – Einw./km²        | 40011      | 40330        |
| Bassercles          | 134 (2013)     | –          | – Einw./km²        | 40027      | 40700        |
| Bastennes           | 266 (2013)     | –          | – Einw./km²        | 40028      | 40360        |
| Beyries             | 116 (2013)     | –          | – Einw./km²        | 40041      | 40700        |
| Bonnegarde          | 310 (2013)     | –          | – Einw./km²        | 40047      | 40330        |
| Brassempouy         | 276 (2013)     | –          | – Einw./km²        | 40054      | 40330        |
| Castaignos-Souslens | 412 (2013)     | –          | – Einw./km²        | 40069      | 40700        |
| Castelnau-Chalosse  | 597 (2013)     | –          | – Einw./km²        | 40071      | 40360        |
| Castel-Sarrazin     | 535 (2013)     | –          | – Einw./km²        | 40074      | 40330        |
| Donzacq             | 469 (2013)     | –          | – Einw./km²        | 40090      | 40360        |
| Gaujacq             | 445 (2013)     | –          | – Einw./km²        | 40109      | 40330        |
| Marpaps             | 139 (2013)     | –          | – Einw./km²        | 40173      | 40330        |
| Nassiet             | 347 (2013)     | –          | – Einw./km²        | 40203      | 40330        |
| Pomarez             | 1498 (2013)    | –          | – Einw./km²        | 40228      | 40360        |